# Río Albercos
El río Albercos es un curso de agua del interior de la península ibérica, afluente del Iregua.

## Descripción
Discurre por la comunidad autónoma española de La Rioja. Nacería según Rafael Sánchez Lozano en un tal «monte de Aliendre» y, siguiendo su curso, de unos 10,14 km, con una dirección noreste, termina desembocando en el río Iregua, junto a Villanueva de Cameros. Entre las localidades que atraviesa se encuentra Ortigosa. Aparece descrito en la Descripción física, geológica y minera de la provincia de Logroño de la siguiente manera:

Río Albercos.—Tiene su cuna en el monte de Aliendre, término de Hortigosa, y atraviesa, siempre con rumbo al NE., 10136 kilómetros de terreno muy agreste correspondiente al grupo secundario.
Recibe por la derecha el arroyo de Gallavodes, y por la izquierda los de Valdezcona y Bueñiga, y los nombrados río Seco y río de los Muertos. Su caudal medido en Hortigosa es de 227 litros. Pasa por este pueblo, mueve con sus aguas tres fábricas de paños, tres batanes y siete molinos, y crúzanle tres puentes.
(Sánchez Lozano, 1894, p. 59)

Sus aguas son retenidas en el embalse González-Lacasa. Perteneciente a la cuenca hidrográfica del Ebro, sus aguas acaban vertidas en el mar Mediterráneo.